# Johann Ludwig Faber
Johann Ludwig Faber (* 1635 in Hersbruck; † 28. November 1678 in Nürnberg) war ein deutscher Kirchenlieddichter.

## Leben
Der Sohn eines Pfarrers lernte zunächst an der Grundschule in Hersbruck. Nach vier Jahren auf einem Gymnasium in Nürnberg studierte er in Altdorf bei Nürnberg, Tübingen und Heidelberg. 1657 wurde er Konrektor und im Jahr 1664 Rektor einer Schule in Öttingen. 1670 übernahm Faber eine Stelle als Lehrer des Aegidianums in Nürnberg, die Stelle hatte er bis zu seinem Tod inne. Im selben Jahr, in dem er Rektor wurde, wurde er Mitglied des Pegnesischen Hirten- und Blumenordens; 1669 wurde Johann Faber von Sigmund von Birken mit dem Dichterlorbeer gekrönt. Faber starb arm und hinterließ sieben Kinder, darunter Samuel Faber und Georg Benedikt Faber.

## Werke
- von Jesu, des Gekreuzigten, Erhöhung und Judas', seines Verräters, Verschmähung (1667)
- Ich bin verliebt. Komm her und siehe
- Ich laß ihn nicht, der sich gelassen um mein verscherztes Heil herab
- Herodes, der Kindermörder (1675)
- Abraham, der Gläubige, und Isaak, der Gehorsame (1675)